# Medewitzerhütten
Medewitzerhütten ist ein bewohnter Gemeindeteil im Ortsteil Medewitz der Gemeinde Wiesenburg/Mark im Landkreis Potsdam-Mittelmark in Brandenburg.

## Geografische Lage
Die Siedlung liegt südwestlich des Gemeindezentrums und dort nördlich von Medewitz in einem Waldgebiet. Die Bahnstrecke Wiesenburg–Roßlau führt östlich an der Wohnbebauung vorbei. Westlich grenzt die Siedlung an Sachsen-Anhalt an.

## Geschichte
Das Gut Schmerwitz ließ im Jahr 1703 vermutlich auf der wüsten Feldmark Hohen Medewitz einen Teerofen errichten, der um 1710 erstmals urkundlich erwähnt wurde. Im Laufe der Zeit entstand eine Kolonistensiedlung mit mehreren Straßen. Im Jahr 1716 lebten dort 22 Wirte (=Haushalte); für 1759 sind 34 Einwohner überliefert, darunter der Schulze. Eine weitere Statistik aus dem Jahr 1777 führte 36 Häuslerstellen auf, von denen jedoch elf wüst lagen. Ihr Zustand wurde als „elend“ bezeichnet. Die heute noch genutzte Schreibweise Medewitzerhütten wurde 1791 erstmals genutzt.
Im Jahr 1837 war die Siedlung auf 44 Wohnhäuser angewachsen; 1858 war die Gemarkung insgesamt 3672 Morgen (Mg) groß: 15 Mg Gehöfte, 157 Mg Acker und 3500 Mg Wald. Darauf standen 53 Wohn- und 58 Wirtschaftsgebäude; hinzu kam der Abbau Forsthaus. In einem Rezess aus dem Jahr 1883 wurden die Forstberechtigungen der Büdner in der Brandtsheide abgelöst.
Zur Jahrhundertwende war die Gemarkung 42 Hektar (ha) groß und bestand aus 53 Häusern. Der Gutsherr Carl Eduard Brandt von Lindau ließ in seinem Forstrevier im Jahr 1914 das Jagdschloss Medewitzerhütten errichten. Im Jahr 1929 wurden vom Gutsbezirk Schmerwitz die Streuparzellen, die in und um die Ortslage Medewitzerhütten östlich der Reetzer Allee und südlich der am Forsthaus Medewitzerhütten östlich vorbeiführenden Straßen eingemeindet. Hinzu kamen die Parzellen, die seit dem 1. Januar 1919 vom Gut Schmerwitz an die Einwohner von Medewitzerhütten verkauft worden waren. Die Siedlung wuchs auf 56 Wohnhäuser mit 72 Haushaltungen und einer Fläche von 89 ha im Jahr 1931 an. Dort gab es im Jahr 1939 insgesamt vier land- und forstwirtschaftliche Betriebe mit einer Fläche zwischen 5 und 10 ha sowie 49 Betriebe, die zwischen 0,5 und 5 ha groß waren.
Nach dem Zweiten Weltkrieg erhielt Medewitzerhütten aus dem Mahlsdorfer Forst eine Waldzulage in Höhe von 102,12 ha. Davon gingen 74,12 ha an 37 nichtlandwirtschaftliche Arbeiter und Handwerker sowie 28 ha an 14 Bauern. Bei der Gebietsreform im Jahr 1950 sollte Medewitzerhütten nach Medewitz eingemeindet werden. Die Einwohner verwiesen jedoch auf schlechte Erfahrungen, die sie in der Zeit des Nationalsozialismus mit Medwitz gemacht hatten und konnten so eine Eingemeindung (vorerst) vermeiden. Im Jahr 1960 gründete sich eine LPG Typ I mit 52 Mitgliedern und 146 ha Fläche, die 1969 mit der LPG Typ I Medewitz zusammengeschlossen wurde. Im Jahr 1973 gab es im Ort eine Revierförsterei; im Folgejahr wurde Medewitzerhütten ein Ortsteil von Medewitz.

## Bevölkerungsentwicklung
| Jahr      | 1817 | 1837 | 1858 | 1871 | 1885 | 1895 | 1905 | 1925 | 1939 | 1946 | 1964 | 1971 |
| Einwohner | 222  | 189  | 369  | 280  | 257  | 236  | 230  | 260  | 280  | 376  | 269  | 242  |

## Kultur und Sehenswürdigkeiten

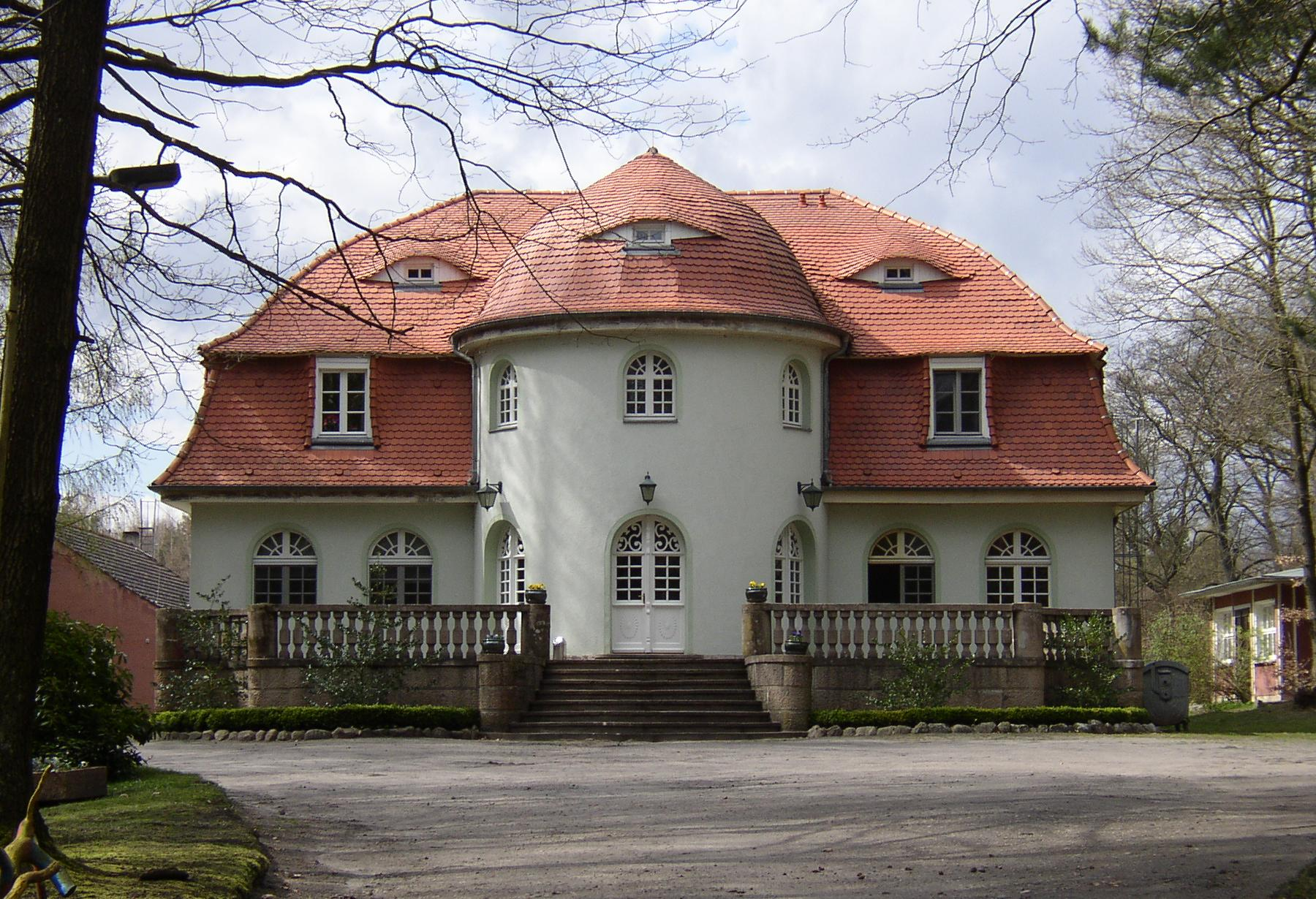
Jagdschloss

- Das Jagdschloss Medewitzerhütten entstand im Jahr 1914 im neobarocken Stil. Der eingeschossige Bau trägt ein hohes Mansarddach.